# Roy Meyer
Roy Meyer (ur. 4 czerwca 1991 r. w Bredzie) – holenderski judoka, brązowy medalista mistrzostw świata i Europy, uczestnik Letnich Igrzysk Olimpijskich 2016.

## Igrzyska olimpijskie
W 2016 roku wystąpił na igrzyskach olimpijskich w Rio de Janeiro w kategorii powyżej 100 kg. W ćwierćfinale przegrał przez waza-ari z reprezentantem Izraela Orem Sassonem, zaś w repasażach uległ Brazylijczykowi Rafaelowi Silvie.
| Runda       | Przeciwnik         | Wynik     | Osiągnięcie |
| ----------- | ------------------ | --------- | ----------- |
| 1. runda    | Deo Gracia Ngokaba | W 100–000 | Ćwierćfinał |
| 2. runda    | Kim Sung-min       | W 101–000 | Ćwierćfinał |
| Ćwierćfinał | Or Sasson          | P 000–010 | Ćwierćfinał |
| Repasaż     | Rafael Silva       | P 000–000 | Ćwierćfinał |